# Alternative Albums
De Alternative Albums (ook wel Top Alternative Albums) is een hitlijst die gepubliceerd wordt door Billboard. De lijst omvat statistieken van muziekalbums uit het genre alternatieve rock, die populair zijn in de Verenigde Staten. De gegevens zijn gebaseerd op verkoopcijfers die samengesteld zijn door Nielsen SoundScan. 